# گرنورا (داکوتای شمالی)
گرنورا(به انگلیسی: Grenora) شهری در ایالت داکوتای شمالی کشور ایالات متحده آمریکا است که جمعیت آن در سرشماری سال ۲۰۱۰ میلادی، ۲۴۴ نفر بوده‌است.